# Von-Baeyer-nomenclatuur

Skeletformule van bicyclo[4.4.0]decaan of decaline. De grijze cijfers vertegenwoordigen de nummering volgens de von-Baeyer-nomenclatuur.

De von-Baeyer-Nomenklatuur vormt een onderdeel van het chemische nomenclatuursysteem, met name voor verzadigde polycyclische systemen. Het systeem is oorspronkelijk in 1900 door Adolf von Baeyer ontwikkeld voor verzadigde bicyclische koolwaterstoffen.
In 1913 werd door Eduard Buchner en Wilhelm Weigand het systeem uitgebreid zodat ook tricyclische verbindingen ermee beschreven konden worden.
Nog weer later werd het systeem door IUPAC overgenomen en geschikt gemaakt voor het benoemen van stofklassen als heterocyclische verbindingen, syloxanen, organosilicium- en organoboorverbindingen.

## Basis van het systeem
Polycyclische koolwaterstoffen worden benoemd op basis van het aantal ringen dat in het molecuul aanwezig is. Het aantal ringen bepaalt het eerste stuk van de naam: bicyclo-, tricyclo
-, enzovoort. Dit deel van de naam wordt gevolgd door de alkaan-naam waarin alle atomen van het skelet meegeteld worden. Tussen het voorvoegsel en het laatste deel van de naam wordt de lengte van de bruggen tussen de bruggenhoofd-atomen in dalende volgorde, door punten gescheiden, met cijfers aangegeven. Om de cijfercombinatie heen staan blokhaken.

## Naamgeving

Tricyclo[4.3.0.0^{7,9}]nonaan

Om de naam van een verbinding volgens het von-Baeyer-Systeem te vinden moeten
1. het aantal ringen
2. de hoofdring
3. de hoofdbrug

bepaald worden. De ruimtelijke structuur van het molecuul wordt in het platte vlak getekend. Daarbij is de topologie belangrijker dan de juiste weergave van de structuur van het molecuul.
- Het aantal ringen wordt bepaald aan de hand van het aantal bindingen dat verbroken moet worden om een molecuul zonder ringen over te houden.
- De hoofdring wordt zo gekozen dat er zoveel mogelijk ring-atomen deel van uitmaken.
- De hoofdbrug is die brug die de meeste koolstofatomen buiten de hoofdring bevat. De atomen waar de hoofdbrug op de hoofdring bevestigd is worden de hoofd-bruggenhoofdatomen genoemd.

Die atomen waar verschillende bruggen samenkomen zijn de bruggenhoofd-atomen. Als er meerdere mogelijkheden zijn, zoals in tricyclo[4.3.0.07,9]nonaan, de bovenste structuur hiernaast, worden de bruggenhoofd-atomen zo gekozen dat de hoofdring in bruggen van zo gelijk mogelijke lengte wordt verdeeld. In het genoemde voorbeeld zouden ook de atomen 7 en 9 gekozen kunnen worden, maar dan ontstaan in de hoofdring twee heel ongelijke bruggen van 6 en 1 koolstofatomen.
De nummering van het systeem begint met een van de hoofd-bruggenhoofdatomen. Eerst wordt de hoofdring genummerd, op zo'n manier dat het tweede hoofd-bruggenhoofdatoom een zo hoog mogelijk nummer krijgt (eerst de langste brug tussen de hoof-bruggenhoofdatomen). Vervolgens wordt de hoofdbrug (als er atomen in aanwezig zijn) genummerd. Als laatste volgen de atomen in de andere bruggen. Er wordt zo genummerd dat in de uiteindelijke naam zo klein mogelijke nummers optreden.

1,4-Diazabicyclo[2.2.2]octaan of DABCO

De getallen tussen de blokhaken worden door de aantallen atomen tussen de bruggenhoofd-atomen bepaald. De bruggenhoofd-atomen zelf worden niet meegeteld. Het eerste cijfer is voor de langste brug in de hoofdring, daarna volgt het aantal atomen in het andere deel van de hoofdring. Het aantal atomen in de hoofdbrug sluit (bij een bicycloverbinding) de rij.
Zijn er naast de hoofdbrug nog meer bruggen te benoemen, dan volgen die in aflopende grootte. De locanten van de voor de nevenbruggen geldende bruggenhoofd-atomen worden in superscript na de erbij horende bruglengte vermeld.
Ook heterocyclische verbindingen kunnen met behulp van dit systeem benoemd worden, zoals uit het voorbeeld van DABCO (1,4-DiAzaBiCyclo[2,2,2]Octaan - hiernaast) blijkt.

## Ontstaansgeschiedenis
Nadat in de 19e eeuw een groot aantal koolwaterstofverbindingen met twee ringen in het molecuul ontdekt waren, voelde Baeyer zich geroepen een systematische naamgeving te ontwikkelen voor verbindingen die zwei oder mehr beiden Ringen gemeinsame Kohlenstoffatome enthalten) Hij noemde deze soort verbindingen bicyclisch en constateerde:
Jeder bicyclische Kohlenwasserstoff enthält zwei tertiäre Kohlenstoffatome, die dreimal entweder direkt oder durch zwischengelagerte Atome mit einander verbunden sind. Diese Verbindungen heissen Brücken, und werden durch die Anzahl der Kohlenstoffatome, aus denen sie bestehen, bezeichnet. Die Zahl 0 bedeutet die direkte Verbindung der beiden tertiären Ato [0,1,4me, die Zahl 1 die Zwischenlagerung eines Atoms u.s.w
Het Duitse woord "Verbindung" (en het daarmee vergelijkbare Nederlandse woord "verbinding") werd door Von Baeyer niet in de tegenwoordige betekenis gebruikt omdat de ontwikkeling van de bindingstheorie nog amper van de grond gekomen was in de tijd dat hij zijn voorstellen deed. Voor Von Baeyer lag de betekenis veel dichter bij wat tegenwoordig een graaf genoemd wordt. De "bindingsstreepjes" waren voor hem slechts tekens die aangaven dat er een vaste relatie bestond tussen twee koolstofatomen.
| Von Baeyer beschreef dit systeem door - de aantallen van de koolstofatomen in de bruggen - in opklimmende volgorde - door komma's gescheiden - tussen blokhaken te plaatsen. |
| Structuurtekening (links), Von Baeyers graaf (midden)en de structuurformule (rechts) van Norcaraan                                                                           |

Hij noemde de zo verkregen combinatie de karakteristiek (Duits: Charakteristik) van de verbinding. De karakteristiek van norcaraan werd dus [0,1,4], en de systematische naam bicyclo-[0,1,4]-heptaan. In essentie is het systeem niet veranderd, al is het later wel aangepast, zoals boven beschreven. In de tegenwoordige systematiek wordt norcaraan bicyclo-[4.1.0]-heptaan genoemd